# Sông Trầu
Sông Trầu is een xã in het district Trảng Bom, een van de negen districten van de provincie Đồng Nai. Het is een van de zestien xã's in het district. De provincie ligt in een regio van Vietnam, dat ook wel Đông Nam Bộ wordt genoemd.